# 深田拓也
深田 拓也（ふかた たくや、1983年4月23日 - ）は、静岡県静岡市駿河区出身の元プロ野球選手（投手）。

## 来歴・人物
静岡県立静岡高等学校から中京大学へ進み、2年秋明治神宮大会初戦に先発。3年春の大学選手権でも先発するが7回1失点で敗れる。愛知大学野球リーグで04年春季MVP、ベストナインを二度獲得した。同リーグでの成績は1部リーグで通算20勝7敗、2部リーグで通算3勝2敗。最速143km/hを記録した。
2005年のドラフトで巨人から指名を受けて入団した。中京大学からのドラフト指名は、1974年に大洋から2位指名されて入団した宮本四郎以来31年ぶりで、同大学からは翌年も深町亮介投手（2008年退団）が同じ巨人の指名を受けた。
2006年シーズンは開幕前の怪我で出遅れ1軍での登板機会はなかったが、日米野球の親善試合として行われた巨人－MLB選抜試合で、この年本塁打・打点が両リーグトップのライアン・ハワードからシュートで空振り三振を奪った。
2007年シーズンは、イースタン・リーグでのチーム開幕投手に選ばれるなど、先発投手として育成が続けられた。6月9日に初めて一軍選手登録、同日の東北楽天ゴールデンイーグルス戦で一軍プロ初登板、7試合に中継ぎ登板し、5試合を無失点に抑えた。イースタンでは最優秀防御率、最高勝率の2冠に輝き、優勝に大きく貢献。また、奪三振数でも優秀な成績であった。このシーズン中の活躍が認められ、9月29日に山形県野球場にて行なわれたウエスタン・リーグ優勝の中日ドラゴンズ二軍とのファーム日本選手権の先発投手にも抜擢された。4回まではコントロール良く相手打線をノーヒットに抑え好投したものの、中盤に2本塁打を浴びるなど5回2/3を3失点で降板し、敗戦投手になった。
2008年9月24日、恋のから騒ぎの14期生として準レギュラー出演していた当時イベントコンパニオンの女性と結婚。
2009年は2007年を上回る8試合に登板。1昨年と同じく左打者に安定したピッチングを続けた。
2010年は一軍選手登録はあったものの登板の機会はなく、10月に球団から戦力外通告を受けた。現役続行を希望しトライアウトに参加するも持病の肩痛に悩まされ、この年限りで現役を引退。巨人主催の野球スクール「ジャイアンツアカデミー」のアシスタントコーチに就任した。
翌2011年から打撃投手を務める。

## 選手としての特徴
球の出所の見えにくい変則的なフォームからMAX140km/h前半のストレート・スライダー・縦のカーブ・チェンジアップなど多彩な球種を投げ、特に縦のカーブにはかなりのキレがあった。

## 詳細情報

### 年度別投手成績
| 年 度     | 球 団     | 登 板 | 先 発 | 完 投 | 完 封 | 無 四 球 | 勝 利 | 敗 戦 | セ 丨 ブ | ホ 丨 ル ド | 勝 率 | 打 者 | 投 球 回 | 被 安 打 | 被 本 塁 打 | 与 四 球 | 敬 遠 | 与 死 球 | 奪 三 振 | 暴 投 | ボ 丨 ク | 失 点 | 自 責 点 | 防 御 率 | W H I P |
| --------- | --------- | ----- | ----- | ----- | ----- | -------- | ----- | ----- | -------- | ----------- | ----- | ----- | -------- | -------- | ----------- | -------- | ----- | -------- | -------- | ----- | -------- | ----- | -------- | -------- | ------- |
| 2007      | 巨人      | 7     | 0     | 0     | 0     | 0        | 0     | 0     | 0        | 0           | ----  | 33    | 8.1      | 7        | 1           | 0        | 0     | 1        | 6        | 0     | 0        | 7     | 7        | 7.56     | 0.84    |
| 2009      | 巨人      | 8     | 0     | 0     | 0     | 0        | 0     | 0     | 0        | 0           | ----  | 17    | 4.0      | 4        | 1           | 1        | 0     | 1        | 4        | 0     | 0        | 4     | 4        | 9.00     | 1.25    |
| 通算：2年 | 通算：2年 | 15    | 0     | 0     | 0     | 0        | 0     | 0     | 0        | 0           | ----  | 50    | 12.1     | 11       | 2           | 1        | 0     | 2        | 10       | 0     | 0        | 11    | 11       | 8.03     | 0.97    |

### 記録
- 初登板：2007年6月9日、対東北楽天ゴールデンイーグルス3回戦（東京ドーム）、9回表に2番手で救援登板・完了、1回無失点
- 初奪三振：2007年6月13日、対オリックス・バファローズ3回戦（京セラドーム大阪）、8回裏に大西宏明から空振り三振

### 背番号
- 60 （2006年 - 2010年）
- 200 （2012年 - ）